# Beverloo
Beverloo,, en néerlandais Beverlo, est une section de la ville belge de Beringen située en Région flamande dans la province de Limbourg. Beverloo est son ancien nom néerlandais encore utilisé en français.
C'était une commune à part entière avant la fusion des communes de 1977. 
On y trouvait le camp de Beverloo, avant qu'en 1850 celui-ci et le village qui s'était formé juste à côté soient détachés pour former une nouvelle commune de Bourg-Léopold. Heppen faisait aussi partie de Beverloo. 
Le village est situé à 23 kilomètres au nord-ouest de Hasselt.

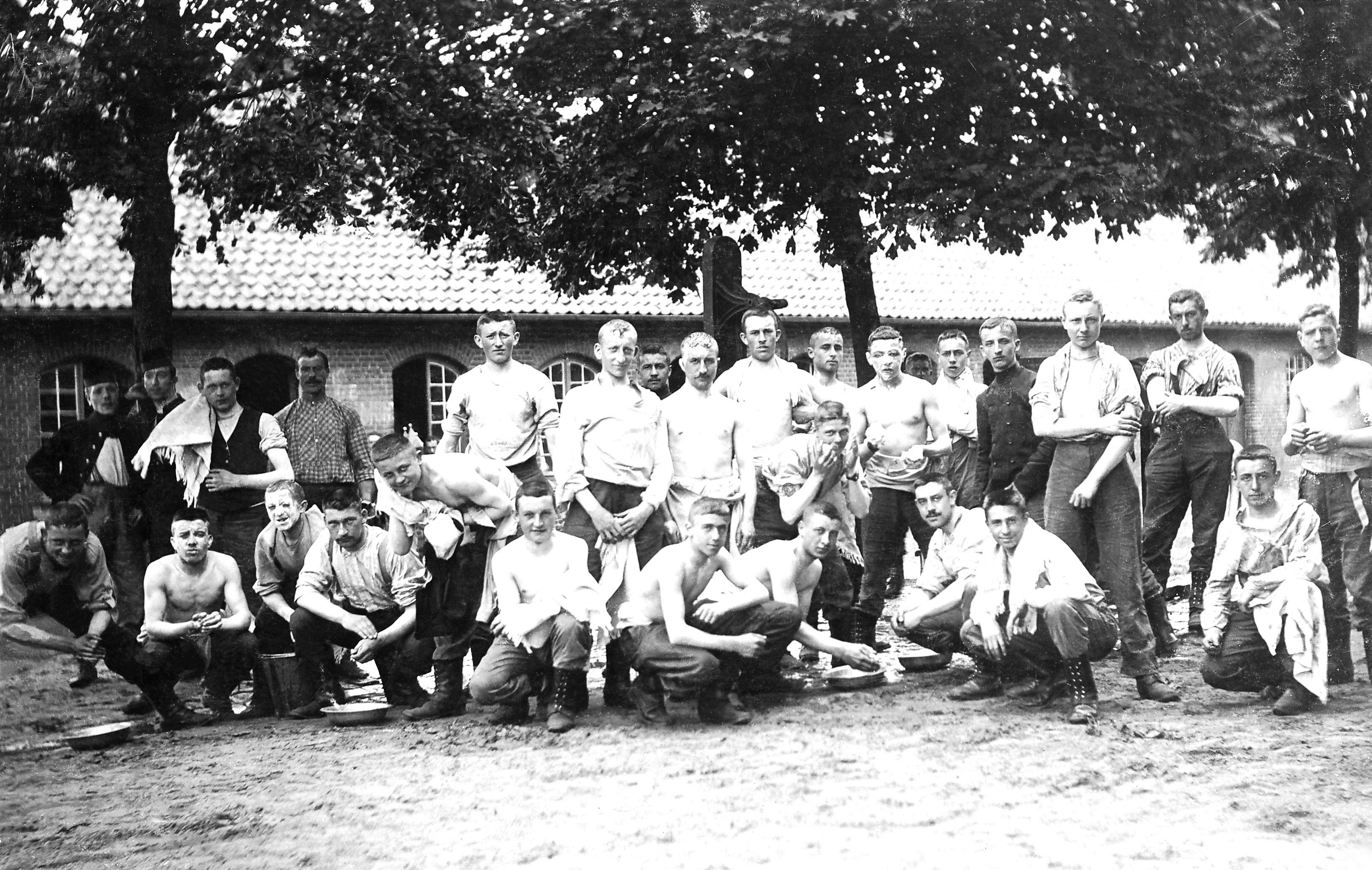
Appelés au camp de 1907

## Évolution démographique
- Sources: INS, www.limburg.be et Ville de Beringen
- 1850: Les hameaux de Bourg-Léopold et de Heppen se séparent en formant des nouvelles communes